# Ibachsmühle
Die Ibachsmühle war eine Getreidemühle (Perlgraupenmühle) am Pleßbach im heutigen Sprockhövel im Ennepe-Ruhr-Kreis. Zeitweilig hatten die Ibachsmühle sowie die benachbarten Industriebetriebe und Häuser mit dem Bahnhof Ibachsmühle Anbindung an die Kleinbahn Bossel–Blankenstein. (Die nur knapp 10 km lange, durch das Hammertal führende Strecke verband die Bahnhöfe Bossel an der Bahnstrecke Hattingen–Wuppertal und Blankenstein an der Ruhrtalbahn.) Heute ist Ibachsmühle nur ein kleiner Ortsteil im Sprockhöveler Stadtteil Niedersprockhövel.

## Geschichte
Der Stahlschmied Peter Ibach errichtete um 1675 einen Hammer-Kotten am Pleßbach. Dieser Bach trieb dank seines günstigen Gefälles und seines Wasserreichtums im Laufe der Zeit verschiedene Hämmer, einen Schleifkotten und eine Getreidemühle an. Der Name des aus Remscheid stammenden Stahlschmieds leitet sich vom dortigen Ibach, einem Nebenbach des Morsbachs, ab. In Sprockhövel wurde aus seinem Familiennamen wiederum ein Gewässername: Der Pleßbach wird auch als Ibach bezeichnet. Der Hammer-Kotten gelangte 1717 in den Besitz der Sprockhöveler Armenkasse. Das aus dem 17. Jhd. stammende Gebäude wurde durch einen Nachfolgebau ersetzt, dessen älteste Flurbezeichnung Im Hammer, später Am Ibach, lautete und der heute die Adresse Im Siepen 17 hat.
Die Ibachsmühle war eine Getreidemühle, sie wurde auch als Hiddinghauser Mahlmühle, Pottkämper Mühle und Mühle unter dem Pottkämpe bezeichnet. 1720 war die Mühle königlich privilegierte Mühle. Sie gehörte niemals den Ibachs, sondern wurde ab 1739 von der Krone an die Schultenfamilie Trinthamer/Leveringhaus, später an Henrich Adam Spennemann, Neffe von Henrich Rudolph Trinthamer, verpachtet. Ihren Namen erhielt nach dem Gewässer, das sie einst antrieb. 1841 wurde die Mühle von der Krone an Ferdinand Leveringhaus verkauft. 1844 installierte er in der Mühle eine Dampfmaschine (die erste in Sprockhövel). 1940 wurde die Inneneinrichtung der Mühle verschrottet. Der im Zweiten Weltkrieg durch Bombentreffer zerstörte Mühlenteich wurde zugeschüttet.